# Kitniyot
Kitniyot, hebreiska: קִטְנִיּוֹת, qitniyyot, är ett hebreiskt ord som betyder grönsak (legume). Under högtiden pesach, får begreppet kitniyot en utökad betydelse som inbegriper spannmål och fröer såsom ris, majs, solrosfrön, sojabönor, ärtor och linser, utöver grönsaker.
Enligt de ortodoxa ashkenazerna och vissa sefarder får man inte äta kitniyot under pesach. Även om reforma och konservativa askenazer tillåts att äta kitniyot under pesach bör man enligt tradition inom dessa och andra samfund avstå från att konsumera kitniyot. Enligt Torat Eretz Yisrael och Minhagei Eretz Yisrael kan alla judar över hela världen, oavsett ursprung och hur deras förfäder gjorde, äta kitniyot under pesach, då förbudet anses vara en onödig försiktighetsåtgärd som utfärdades av halachiska auktoriteter under dess uppkomst.